# Nätra fjällskog

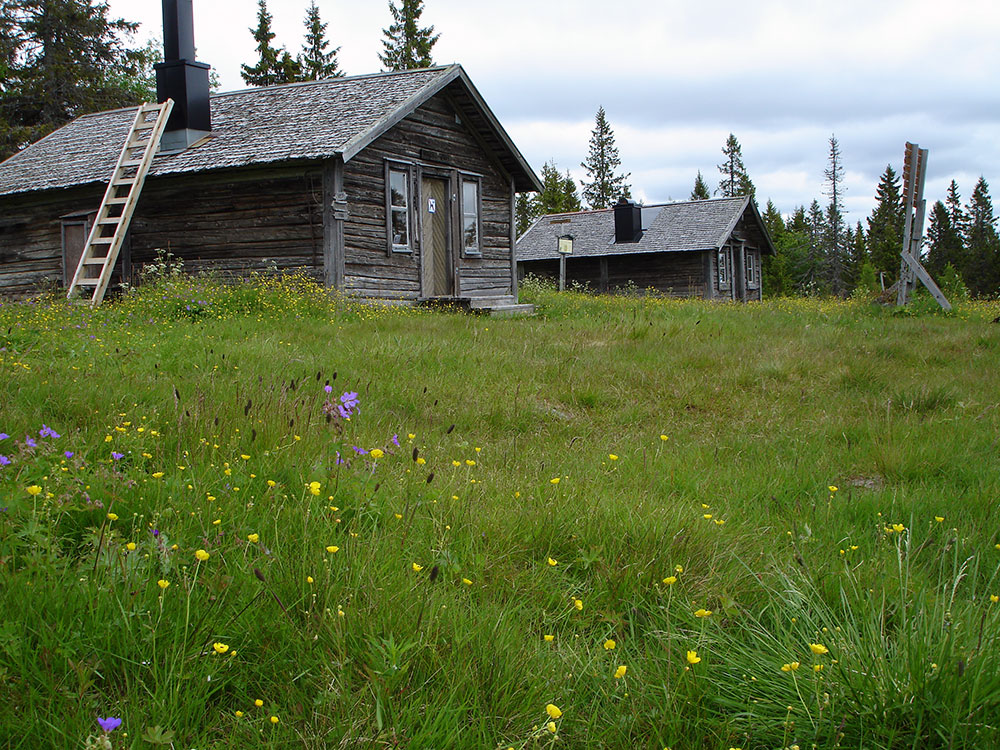
Västanå fäbodar i Nätra fjällskog.

Nätra fjällskog är ett friluftsområde beläget i sydvästra delen av Nätra socken, Örnsköldsviks kommun, Västernorrlands län, på gränsen mot Vibyggerå socken i Kramfors kommun. Området var fram till början av 1900-talet fäbodskog för byarna i Nätra socken. Tolv fäbodvallar finns bevarade, varav nio binds samman av ett system av vandringsleder som vintertid prepareras för längdskidåkning. I områdets gamla granskogar har den sällsynta laven långskägg en av sina viktigaste förekomster i Europa. För att skydda långskägget finns två naturreservat, Västanåhöjden och Stakamyran, som tillsammans omfattar 435 hektar.

## Etymologi

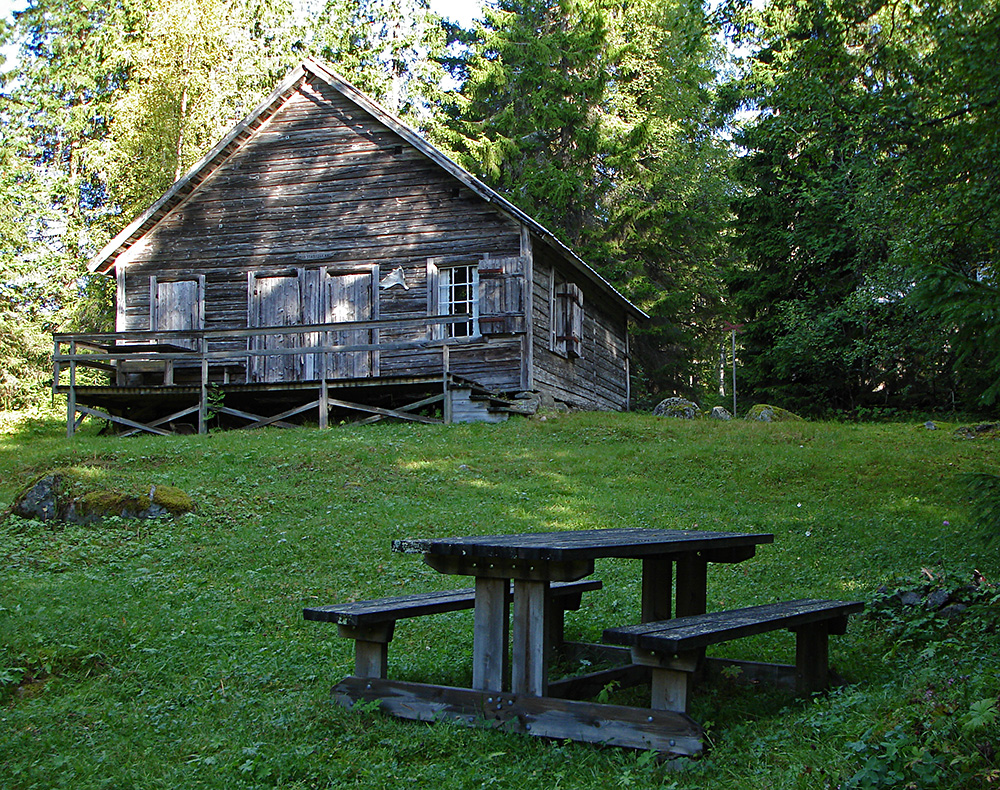
Bjästabodarna.

Fjällskog betyder i ångermanländska dialekter skog som ligger bortanför hemskogen. Ordet hänger ihop med den gamla juridiska termen urfjäll eller utjord. I överförd bemärkelse har ordet fjäll i åtminstone norra Ångermanland även använts om själva fäboden. Man skilde mellan hemfjäll (fäbodar nära hemmet) och långfjäll (fäbodar längre bort), samt huvelfjäll (fäbodar som användes om våren) och höstfjäll (fäbodar som användes om hösten). Fäbodpigorna kallades för fjällpigen.

## Historia

### Fäbodbruk
Det är inte känt hur länge det funnits fäbodar i Nätra fjällskog. På en karta över Nätra sockens fäbodlägenheter från 1755 finns femton fäbodar utmärkta i området, hörande till byarna Norum, Skrike och Finnborg, Åte, Västansjö, Bjästa, Kornsjö, Blåvik, Östersel, Sunnansjö, Eden och Vik, Västanå, Näs, Mjäla, Västersel och Rössjö (den sistnämnda byn belägen i Sidensjö socken). Fäbodbruket upphörde alltmer i början av 1900-talet när det blev vanligare att leverera mjölken till mejerier. På 1930-talet var epoken i stort sett över i Nätra fjällskog. Endast Lill-Västanåbodarna brukades ännu på 1940-talet. När det under andra världskriget rådde brist på träkol var det vanligt att tillverka kol av överflödiga timmerbyggnader och det anses att ungefär hälften av alla fäbodstugor i Nätra fjällskog försvann av denna anledning.

### Upprustning för friluftslivet
Ännu på 1950-talet, då Nordiska museet gjorde en stor fäbodinventering, fanns dock enstaka byggnader kvar på de flesta fäbodvallor i Nätra fjällskog. De användes som jaktstugor eller var helt enkelt öde. Lokala krafter fick upp ögonen för områdets värde och idén föddes att skapa ett friluftsområde. En upprustning av stugorna genomfördes med hjälp av länsstyrelsen i Västernorrlands län, Örnsköldsviks kommun och AMS. Gamla fäbodstigar blev vandrings- och skidleder.

## Friluftsområde

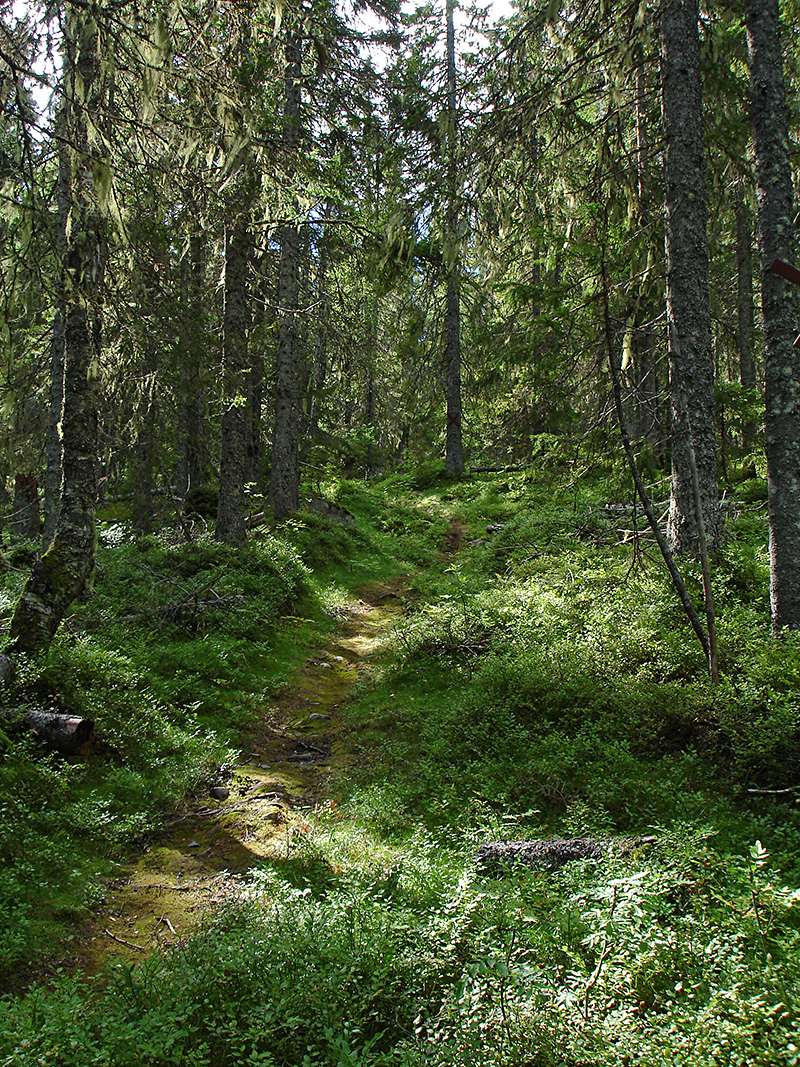
Stig i Västanåhöjdens östsluttning mellan Sunnansjöbodarna och Västanåbodarna.

I Nätra fjällskog finns ett stigsystem som binder samman de fäbodar som hörde till Bjästa, Kornsjö, Vik, Blåvik, Sunnansjö, Västanå, Näs, Mjäla och Västersel. Edsbodarna och Norumsbodarna är också bevarade men ligger lite på sidan av de övriga och ingår inte i stigsystemet. Inte heller Blåviksbodarna passeras av någon led. På Skrikebodarnas gamla plats har en skidstuga uppförts vid det som blivit Nätra fjällskogs entré från söder. Från norr kommer man in i området från en startstuga vid Hinnsjön. Sommartid kan vandringar även börja från Västerselsbodarna som nås från Hinnsjön med bil, Viksbodarna i öster, som nås från Fjällåkern, eller Bryngebodarna i väster inom Sidensjö fjällskog. Nästan på varje fäbodplats finns någon stuga som är öppen för allmänheten, ibland med övernattningsmöjligheter. I Västanåbodarna bedrivs servering under delar av vintersäsongen. Nära Västanåhöjdens topp (425 m ö.h.) finns ett vindskydd där man under klart väder kan se ut till havet. Skidspåren sköts av Nätra GIF:s motionsgrupp.

## Naturvärden

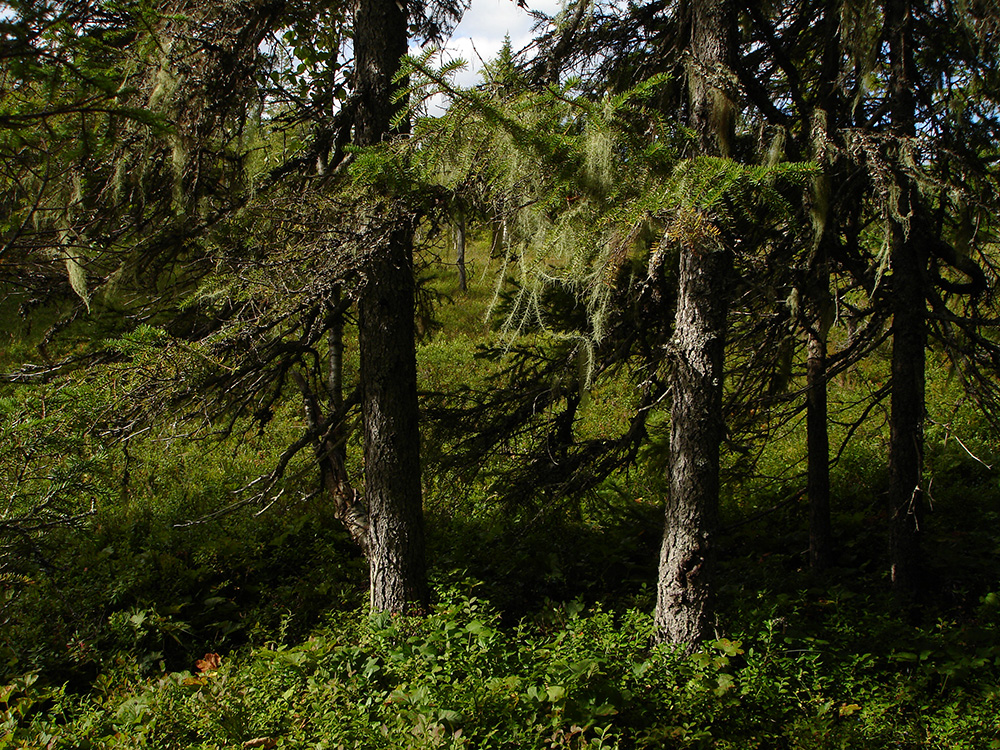
Långskägg inom Stakamyrans naturreservat.

År 1990 upptäcktes att den i Europa mycket sällsynta laven långskägg (i Sverige rödlistad som sårbar, VU), förekom på Västanåhöjden i Nätra fjällskog. Året därpå genomfördes en inventering inom hela Nätra fjällskog, varvid långskägg hittades på totalt 361 träd, utspridda över hela området men med en koncentration på Västanåhöjden. Det innebar att långskäggsförekomsten i Nätra fjällskog var en av de största i Europa och dessutom utspridd över ett ovanligt stort område. Inventeringen visade också att den likaledes rödlistade arten violettgrå tagellav var en av de vanligaste hänglavarna. Några ovanliga vedsvampar som hittades var doftskinn, stjärntagging, ullticka, gränsticka och veckticka. Nu är 435 hektar skyddade som naturreservat i Nätra fjällskog, dels i Västanåhöjdens naturreservat, som bildades 1997 och utökades 2010, dels i Stakamyrans naturreservat, bildat 2014. Västanåhöjdens naturreservat är även Natura 2000-område.